# Octomeria decipiens
Octomeria decipiens là một loài thực vật có hoa trong họ Lan. Loài này được Dammer mô tả khoa học đầu tiên năm 1910.